# 不動院岩屋堂

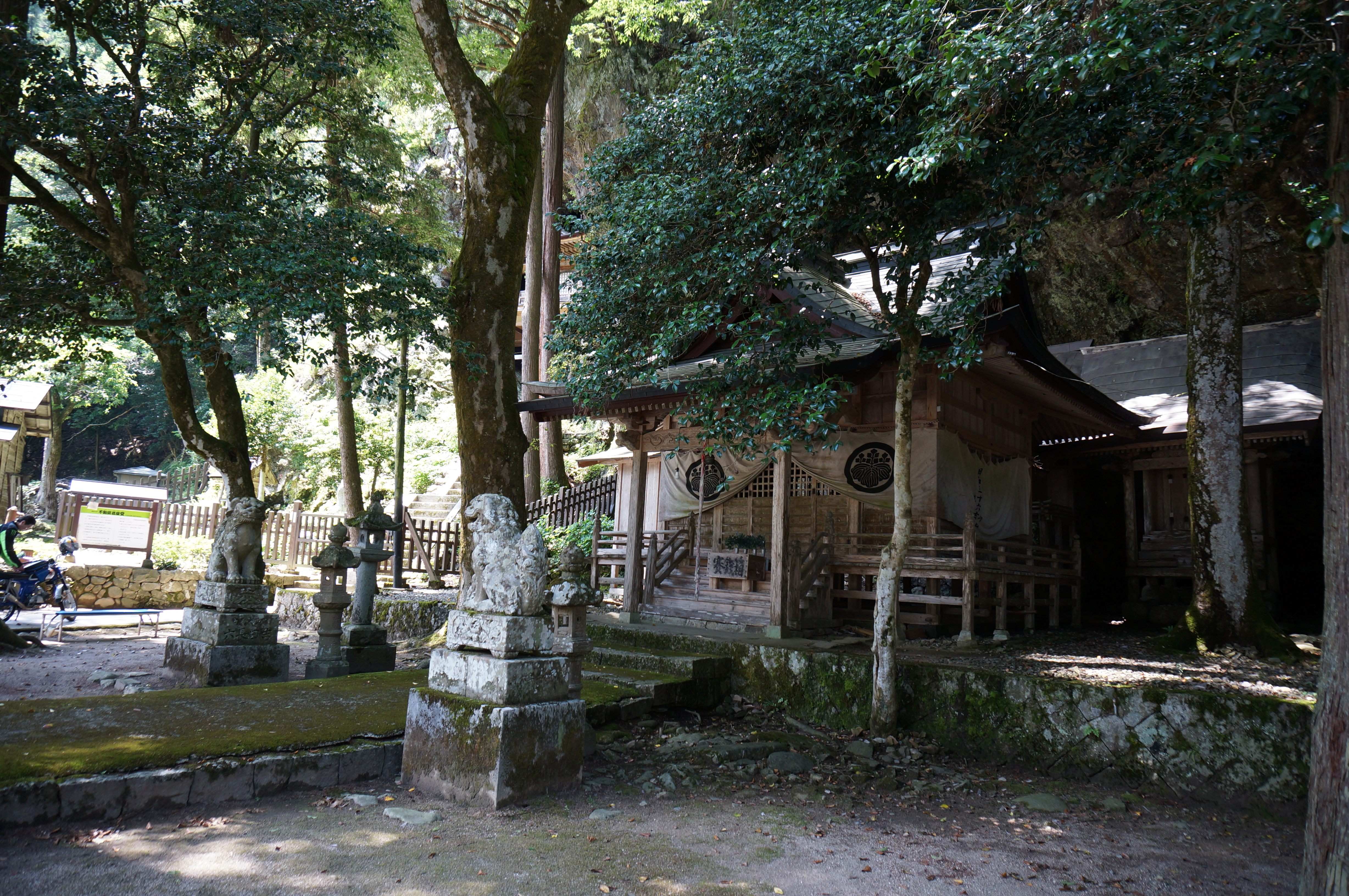
階段下の岩屋神社

不動院岩屋堂（ふどういんいわやどう）は鳥取県八頭郡若桜町にある修験道寺院の建築である。国の重要文化財。

## 概要
八東川の支流となる吉川川（よしかわがわ）沿いに位置し、高さ約13メートル、間口約7メートル、奥行約10メートルの天然の岩窟に嵌め込まれるようにして造られた寺院建築で、建物の高さは約10メートル、桁行3間（5.0メートル）､梁間3間（5.0メートル）、一重。前面を入母屋造、背面を切妻造として、栩葺（とちぶき）を用いている。床下を長い柱で支える懸造で、花燈窓があり、正面および東側の廻縁に擬宝珠高欄（欄干）を備える。
不動院岩屋堂は、鳥取県東伯郡三朝町にある三徳山三仏寺の投入堂および大分県宇佐市の龍岩寺奥院礼堂とともに、「日本三大投入堂」の一つとされる。本尊は、空海33歳の作との伝承をもつ黒皮不動明王で、目黒不動（東京都目黒区・瀧泉寺）と目赤不動（東京都文京区・南谷寺）とともに「日本三大不動明王」の一つともいわれる。

## 修理
岩窟内の堂は雨を凌げるが、通風不良で常に湿潤な空気にさらされるため、建物軸部と屋根部の腐朽が進みやすい。昭和の解体修理（1955-1957）ではこの傾向が確認され、さらに江戸時代にも一度大修理を経ていること、舞台束根元の腐食が甚だしく修理の度に根元を切り縮め、礎石に自然石を積み重ねることでその差分を補ってきたことが明らかになった。

## 歴史
岩屋堂地区に伝わる「書上帳」によれば、大同元年（806年）の創建という。中世以前、本寺は寺領150石を有する妙見山神光寺の大伽藍の一部であったが、天正9年（1581年）に豊臣秀吉の因幡侵攻により焼失し、当堂だけが残ったといわれる。現在の堂は鎌倉時代初期の源頼朝による再建と伝わるが、1955年（昭和30年）から1957年（昭和32年）にわたって行われた解体修理の報告書においては、室町時代初期（南北朝時代〈1336-1392年〉）の建立と推定されている。1953年（昭和28年）11月14日に国の重要文化財の指定を受けている。また、鳥取県において県民の建物100選」に選定されている。

## 文化財

### 重要文化財（国指定）
岩屋堂 - 室町時代前期（1333年 - 1392年）の建立。懸造、桁行三間、梁間三間、一重、前面入母屋造、背面切妻造、妻入、とち葺。昭和28年（1953年）11月14日指定。

## 行事
護摩法要
- 春の大護摩修行 - 3月28日
- 秋の大護摩修行 - 7月28日

## 交通アクセス
- 若桜鉄道若桜線 若桜駅より若桜町営バス「落折」行または「吉川」行で10分、「岩屋堂」停留所下車、徒歩で約3分。